# Golden Globe-díj a legjobb férfi főszereplőnek (drámasorozat)
A Legjobb férfi főszereplő (drámasorozat) kategóriában a Hollywood Foreign Press Association szervezet ad át televíziós Golden Globe-díjat, az 1962-ben megtartott 19. Golden Globe-gála óta. Első átadásakor John Charles Daly és Bob Newhart vehette át az akkor még "Legjobb TV-sztár – Férfi" elnevezésű díjat. 1969-től külön kategóriákra bontották a dráma és a vígjáték műfajokat, 1980-ig "Legjobb TV-színész – Dráma" néven adták át, 1980-tól kapta meg jelenlegi elnevezését.
A legutóbbi, 2024-ben megtartott 81. Golden Globe-gálán Kieran Culkinnak ítélték oda a díjat. A legtöbbször, két-két alkalommal Ed Asner, John Forsythe, Jon Hamm, Hugh Laurie és Telly Savalas bizonyult a legjobbnak. Peter Falk és Tom Selleck szerezte a legtöbb jelölést (mindkettőjüket hétszer jelölték), a Columbo, illetve a Magnum című sorozataikért.

## Győztesek és jelöltek
Győztes színész

### 1960-as évek
| Év                          | Színész                   | Színész                   | Szerep                    | Cím                       | Adó                       |
| Legjobb tévésztár – férfi   | Legjobb tévésztár – férfi | Legjobb tévésztár – férfi | Legjobb tévésztár – férfi | Legjobb tévésztár – férfi | Legjobb tévésztár – férfi |
| 1961 19. gála               |                           |                           |                           |                           |                           |
| --------------------------- | ------------------------- | ------------------------- | ------------------------- | ------------------------- | ------------------------- |
| 1961 19. gála               | John Charles Daly         |                           |                           |                           |                           |
| 1961 19. gála               | Bob Newhart               |                           |                           |                           |                           |
| 1962 20. gála               |                           |                           |                           |                           |                           |
|                             | Richard Chamberlain       | James Kildare             | Dr. Kildare               | NBC                       |                           |
| 1963 21. gála               |                           |                           |                           |                           |                           |
|                             | Mickey Rooney             | Mickey Grady              | Mickey                    | ABC                       |                           |
| Richard Boone               | több szereplő             | The Richard Boone Show    | NBC                       |                           |                           |
| Jackie Gleason              | több szereplő             | The Jackie Gleason Show   | CBS                       |                           |                           |
| Lorne Greene                | Ben Cartwright            | Bonanza                   | NBC                       |                           |                           |
| E.G. Marshall               | Lawrence Preston          | The Defenders             | CBS                       |                           |                           |
| 1964 22. gála               |                           |                           |                           |                           |                           |
|                             | Gene Barry                | Amos Burke                | Burke's Law               | ABC                       |                           |
| Richard Crenna              | James Slattery            | Slattery's People         | CBS                       |                           |                           |
| James Franciscus            | John Novak                | Mr. Novak                 | NBC                       |                           |                           |
| David Janssen               | Richard Kimble            | The Fugitive              | ABC                       |                           |                           |
| Robert Vaughn               | Napoleon Solo             | The Man from U.N.C.L.E.   | NBC                       |                           |                           |
| 1965 23. gála               |                           |                           |                           |                           |                           |
|                             | David Janssen             | Richard Kimble            | The Fugitive              | ABC                       |                           |
| Ben Gazzara                 | Paul Bryan                | Run for Your Life         | NBC                       |                           |                           |
| David McCallum              | Illya Kuryakin            | The Man from U.N.C.L.E.   | NBC                       |                           |                           |
| Robert Vaughn               | Napoleon Solo             | The Man from U.N.C.L.E.   | NBC                       |                           |                           |
| 1966 24. gála               |                           |                           |                           |                           |                           |
|                             | Dean Martin               | több szereplő             | The Dean Martin Show      | NBC                       |                           |
| Bill Cosby                  | Alexander Scott           | I Spy                     | NBC                       |                           |                           |
| Robert Culp                 | Kelly Robinson            | I Spy                     | NBC                       |                           |                           |
| Ben Gazzara                 | Paul Bryan                | Run for Your Life         | NBC                       |                           |                           |
| Christopher George          | Sam Troy                  | The Rat Patrol            | ABC                       |                           |                           |
| 1967 25. gála               |                           |                           |                           |                           |                           |
|                             | Martin Landau             | Rollin Hand               | Mission: Impossible       | CBS                       |                           |
| Brendon Boone               | Főnök                     | Garrison's Gorillas       | ABC                       |                           |                           |
| Ben Gazzara                 | Paul Bryan                | Run for Your Life         | NBC                       |                           |                           |
| Dean Martin                 | több szereplő             | The Dean Martin Show      | NBC                       |                           |                           |
| Andy Williams               | több szereplő             | The Andy Williams Show    | NBC                       |                           |                           |
| 1968 26. gála               |                           |                           |                           |                           |                           |
|                             | Carl Betz                 | Clinton Judd              | Judd, for the Defense     | ABC                       |                           |
| Raymond Burr                | Robert T. Ironside        | Ironside                  | NBC                       |                           |                           |
| Peter Graves                | Jim Phelps                | Mission: Impossible       | CBS                       |                           |                           |
| Dean Martin                 | több szereplő             | The Dean Martin Show      | NBC                       |                           |                           |
| Efrem Zimbalist Jr.         | Lewis Erskine             | The F.B.I.                | ABC                       |                           |                           |
| Legjobb tévészínész – dráma |                           |                           |                           |                           |                           |
| 1969 27. gála               |                           |                           |                           |                           |                           |
|                             | Mike Connors              | Joe Mannix                | Mannix                    | CBS                       |                           |
| Peter Graves                | Jim Phelps                | Mission: Impossible       | CBS                       |                           |                           |
| Lloyd Haynes                | Pete Dixion               | Room 222                  | ABC                       |                           |                           |
| Robert Wagner               | Alexander Mundy           | It Takes a Thief          | ABC                       |                           |                           |
| Robert Young                | Dr. Marcus Welby          | Marcus Welby, M.D.        | ABC                       |                           |                           |

### 1970-es évek
| Év                  | Színész                          | Színész                                             | Szerep                 | Cím                 | Adó |
| 1970 28. gála       |                                  |                                                     |                        |                     |     |
| ------------------- | -------------------------------- | --------------------------------------------------- | ---------------------- | ------------------- | --- |
| 1970 28. gála       |                                  | Peter Graves                                        | Jim Phelps             | Mission: Impossible | CBS |
| 1970 28. gála       | Mike Connors                     | Joe Mannix                                          | Mannix                 | CBS                 |     |
| 1970 28. gála       | Chad Everett                     | Dr. Joe Gannon                                      | Medical Center         | CBS                 |     |
| 1970 28. gála       | Burt Reynolds                    | Dan August hadnagy                                  | Dan August             | ABC                 |     |
| 1970 28. gála       | Robert Young                     | Dr. Marcus Welby                                    | Marcus Welby, M.D.     | ABC                 |     |
| 1971 29. gála       |                                  |                                                     |                        |                     |     |
|                     | Robert Young                     | Dr. Marcus Welby                                    | Marcus Welby, M.D.     | ABC                 |     |
| Raymond Burr        | Robert T. Ironside               | Ironside                                            | NBC                    |                     |     |
| Mike Connors        | Joe Mannix                       | Mannix                                              | CBS                    |                     |     |
| William Conrad      | Frank Cannon                     | Cannon                                              | CBS                    |                     |     |
| Peter Falk          | Columbo hadnagy                  | Columbo                                             | NBC                    |                     |     |
| 1972 30. gála       |                                  |                                                     |                        |                     |     |
|                     | Peter Falk                       | Columbo hadnagy                                     | Columbo                | NBC                 |     |
| Mike Connors        | Joe Mannix                       | Mannix                                              | CBS                    |                     |     |
| William Conrad      | Frank Cannon                     | Cannon                                              | CBS                    |                     |     |
| Chad Everett        | Dr. Joe Gannon                   | Medical Center                                      | CBS                    |                     |     |
| David Hartman       | Dr. Paul Hunter                  | The Bold Ones: The New Doctors                      | NBC                    |                     |     |
| Robert Young        | Dr. Marcus Welby                 | Marcus Welby, M.D.                                  | ABC                    |                     |     |
| 1973 31. gála       |                                  |                                                     |                        |                     |     |
|                     | James Stewart                    | Billy Jim Hawkins                                   | Hawkins                | NBC                 |     |
| David Carradine     | Kwai Chang Caine                 | Kung Fu                                             | ABC                    |                     |     |
| Mike Connors        | Joe Mannix                       | Mannix                                              | CBS                    |                     |     |
| Peter Falk          | Columbo hadnagy                  | Columbo                                             | NBC                    |                     |     |
| Richard Thomas      | John-Boy Walton                  | The Waltons                                         | CBS                    |                     |     |
| Robert Young        | Dr. Marcus Welby                 | Marcus Welby, M.D.                                  | ABC                    |                     |     |
| 1974 32. gála       |                                  |                                                     |                        |                     |     |
|                     | Telly Savalas                    | Theo Kojak hadnagy                                  | Kojak                  | CBS                 |     |
| Mike Connors        | Joe Mannix                       | Mannix                                              | CBS                    |                     |     |
| Michael Douglas     | Steve Keller                     | San Francisco utcáin (The Streets of San Francisco) | ABC                    |                     |     |
| Peter Falk          | Columbo hadnagy                  | Columbo                                             | NBC                    |                     |     |
| Richard Thomas      | John-Boy Walton                  | The Waltons                                         | CBS                    |                     |     |
| 1975 33. gála       |                                  |                                                     |                        |                     |     |
|                     | Robert Blake                     | Tony Baretta                                        | Baretta                | ABC                 |     |
| Telly Savalas       | Theo Kojak hadnagy               | Kojak                                               | CBS                    |                     |     |
|                     | Peter Falk                       | Columbo hadnagy                                     | Columbo                | NBC                 |     |
| Karl Malden         | Mike Stone                       | San Francisco utcáin (The Streets of San Francisco) | ABC                    |                     |     |
| Barry Newman        | Anthony J. Petrocelli            | Petrocelli                                          | NBC                    |                     |     |
| 1976 34. gála       |                                  |                                                     |                        |                     |     |
|                     | Richard Jordan                   | Joseph Armagh                                       | Captains and the Kings | NBC                 |     |
| Lee Majors          | Steve Austin                     | The Six Million Dollar Man                          | ABC                    |                     |     |
| Nick Nolte          | Tom Jordache                     | Gazdag ember, szegény ember (Rich Man, Poor Man)    | ABC                    |                     |     |
| Peter Strauss       | Rudy Jordache                    | Gazdag ember, szegény ember (Rich Man, Poor Man)    | ABC                    |                     |     |
| Telly Savalas       | Theo Kojak hadnagy               | Kojak                                               | CBS                    |                     |     |
| 1977 35. gála       |                                  |                                                     |                        |                     |     |
|                     | Ed Asner                         | Lou Grant                                           | Lou Grant              | CBS                 |     |
| Robert Conrad       | Gregory "Pappy" Boyington        | Baa Baa Black Sheep                                 | NBC                    |                     |     |
| Peter Falk          | Columbo hadnagy                  | Columbo                                             | NBC                    |                     |     |
| James Garner        | Jim Rockford                     | Rockford nyomoz (The Rockford Files)                | NBC                    |                     |     |
| Telly Savalas       | Theo Kojak hadnagy               | Kojak                                               | CBS                    |                     |     |
| 1978 36. gála       |                                  |                                                     |                        |                     |     |
|                     | Michael Moriarty                 | Eric Dorf                                           | Holokauszt             | NBC                 |     |
| Ed Asner            | Lou Grant                        | Lou Grant                                           | CBS                    |                     |     |
| James Garner        | Jim Rockford                     | Rockford nyomoz (The Rockford Files)                | NBC                    |                     |     |
| Richard Hatch       | Apollo kapitány                  | Csillagközi romboló (Battlestar Galactica)          | ABC                    |                     |     |
| John Houseman       | Charles W. Kingsfield, Jr. prof. | The Paper Chase                                     | CBS                    |                     |     |
| Michael Landon      | Charles Ingalls                  | A farm, ahol élünk (Little House on the Prairie)    | NBC                    |                     |     |
| 1979 37. gála       |                                  |                                                     |                        |                     |     |
|                     | Ed Asner                         | Lou Grant                                           | Lou Grant              | CBS                 |     |
| Richard Chamberlain | Alexander McKeag                 | Centennial                                          | NBC                    |                     |     |
| Erik Estrada        | Frank Poncherello                | CHiPs                                               | NBC                    |                     |     |
| James Garner        | Jim Rockford                     | Rockford nyomoz (The Rockford Files)                | NBC                    |                     |     |
| John Houseman       | Charles W. Kingsfield, Jr. prof. | The Paper Chase                                     | CBS                    |                     |     |
| Martin Sheen        | John Dean                        | Blind Ambition                                      | CBS                    |                     |     |
| Robert Urich        | Dan Tanna                        | Vega$                                               | ABC                    |                     |     |
| Robert Wagner       | Jonathan Hart                    | Hart to Hart                                        | ABC                    |                     |     |

### 1980-as évek
Megjegyzés: A díj az 1980-as évek elejétől kapta meg jelenlegi – Legjobb férfi főszereplő (drámasorozat) – elnevezését.

| Év                    | Színész                    | Színész                                      | Szerep                                           | Cím    | Adó |
| 1980 38. gála         |                            |                                              |                                                  |        |     |
| --------------------- | -------------------------- | -------------------------------------------- | ------------------------------------------------ | ------ | --- |
| 1980 38. gála         |                            | Richard Chamberlain                          | John Blackthorne                                 | Shōgun | NBC |
| 1980 38. gála         | Ed Asner                   | Lou Grant                                    | Lou Grant                                        | CBS    |     |
| 1980 38. gála         | Larry Hagman               | Jockey Ewing                                 | Dallas                                           | CBS    |     |
| 1980 38. gála         | Robert Urich               | Dan Tanna                                    | Vega$                                            | ABC    |     |
| 1980 38. gála         | Robert Wagner              | Jonathan Hart                                | Hart to Hart                                     | ABC    |     |
| 1981 39. gála         |                            |                                              |                                                  |        |     |
|                       | Daniel J. Travanti         | Frank Furillo százados                       | Zsarublues (Hill Street Blues)                   | NBC    |     |
| Ed Asner              | Lou Grant                  | Lou Grant                                    | CBS                                              |        |     |
| John Forsythe         | Blake Carrington           | Dinasztia (Dynasty)                          | ABC                                              |        |     |
| Larry Hagman          | Jockey Ewing               | Dallas                                       | CBS                                              |        |     |
| Tom Selleck           | Thomas Magnum              | Magnum                                       | CBS                                              |        |     |
| 1982 40. gála         |                            |                                              |                                                  |        |     |
|                       | John Forsythe              | Blake Carrington                             | Dinasztia (Dynasty)                              | ABC    |     |
| Larry Hagman          | Jockey Ewing               | Dallas                                       | CBS                                              |        |     |
| Tom Selleck           | Thomas Magnum              | Magnum                                       | CBS                                              |        |     |
| Daniel J. Travanti    | Frank Furillo százados     | Zsarublues (Hill Street Blues)               | NBC                                              |        |     |
| Robert Wagner         | Jonathan Hart              | Hart to Hart                                 | ABC                                              |        |     |
| 1983 41. gála         |                            |                                              |                                                  |        |     |
|                       | John Forsythe              | Blake Carrington                             | Dinasztia (Dynasty)                              | ABC    |     |
| James Brolin          | Peter McDermott            | Hotel                                        | ABC                                              |        |     |
| Tom Selleck           | Thomas Magnum              | Magnum                                       | CBS                                              |        |     |
| Daniel J. Travanti    | Frank Furillo százados     | Zsarublues (Hill Street Blues)               | NBC                                              |        |     |
| Robert Wagner         | Jonathan Hart              | Hart to Hart                                 | ABC                                              |        |     |
| 1984 42. gála         |                            |                                              |                                                  |        |     |
|                       | Tom Selleck                | Thomas Magnum                                | Magnum                                           | CBS    |     |
| James Brolin          | Peter McDermott            | Hotel                                        | ABC                                              |        |     |
| John Forsythe         | Blake Carrington           | Dinasztia (Dynasty)                          | ABC                                              |        |     |
| Larry Hagman          | Jockey Ewing               | Dallas                                       | CBS                                              |        |     |
| Stacy Keach           | Mike Hammer                | Mike Hammer                                  | CBS                                              |        |     |
| Daniel J. Travanti    | Frank Furillo százados     | Zsarublues (Hill Street Blues)               | NBC                                              |        |     |
| 1985 43. gála         |                            |                                              |                                                  |        |     |
|                       | Don Johnson                | Sonny Crockett                               | Miami Vice                                       | NBC    |     |
| John Forsythe         | Blake Carrington           | Dinasztia (Dynasty)                          | ABC                                              |        |     |
| Tom Selleck           | Thomas Magnum              | Magnum                                       | CBS                                              |        |     |
| Philip Michael Thomas | Ricardo Tubbs              | Miami Vice                                   | NBC                                              |        |     |
| Daniel J. Travanti    | Frank Furillo százados     | Zsarublues (Hill Street Blues)               | NBC                                              |        |     |
| 1986 44. gála         |                            |                                              |                                                  |        |     |
|                       | Edward Woodward            | Robert McCall                                | The Equalizer                                    | CBS    |     |
| William Devane        | Greg Sumner                | Knots Landing                                | CBS                                              |        |     |
| John Forsythe         | Blake Carrington           | Dinasztia (Dynasty)                          | ABC                                              |        |     |
| Don Johnson           | Sonny Crockett             | Miami Vice                                   | NBC                                              |        |     |
| Tom Selleck           | Thomas Magnum              | Magnum                                       | CBS                                              |        |     |
| 1987 45. gála         |                            |                                              |                                                  |        |     |
|                       | Richard Kiley              | Joe Gardner                                  | A Year in the Life                               | NBC    |     |
| Harry Hamlin          | Michael Kuzak              | L.A. Law                                     | NBC                                              |        |     |
| Michael Tucker        | Stuart Markowitz           | L.A. Law                                     | NBC                                              |        |     |
| Tom Selleck           | Thomas Magnum              | Magnum                                       | CBS                                              |        |     |
| Edward Woodward       | Robert McCall              | The Equalizer                                | CBS                                              |        |     |
| 1988 46. gála         |                            |                                              |                                                  |        |     |
|                       | Ron Perlman                | Vincent                                      | A szépség és a szörnyeteg (Beauty and the Beast) | CBS    |     |
| Corbin Bernsen        | Arnie Becker               | L.A. Law                                     | NBC                                              |        |     |
| Harry Hamlin          | Michael Kuzak              | L.A. Law                                     | NBC                                              |        |     |
| Carroll O’Connor      | Bill Gillespie rendőrfőnök | Az éjszaka árnyai (In the Heat of the Night) | NBC                                              |        |     |
| Ken Wahl              | Vinnie Terranova           | Wiseguy                                      | CBS                                              |        |     |
| 1989 47. gála         |                            |                                              |                                                  |        |     |
|                       | Ken Wahl                   | Vinnie Terranova                             | Wiseguy                                          | CBS    |     |
| Corbin Bernsen        | Arnie Becker               | L.A. Law                                     | NBC                                              |        |     |
| Harry Hamlin          | Michael Kuzak              | L.A. Law                                     | NBC                                              |        |     |
| Carroll O’Connor      | Bill Gillespie rendőrfőnök | Az éjszaka árnyai (In the Heat of the Night) | NBC                                              |        |     |
| Ken Olin              | Michael Steadman           | thirtysomething                              | ABC                                              |        |     |

### 1990-es évek
| Év               | Színész                    | Színész                    | Szerep                     | Magyar cím               | Eredeti cím | Adó |
| 1990 48. gála    |                            |                            |                            |                          |             |     |
| ---------------- | -------------------------- | -------------------------- | -------------------------- | ------------------------ | ----------- | --- |
| 1990 48. gála    |                            | Kyle MacLachlan            | Dale Cooper                | Twin Peaks               | Twin Peaks  | ABC |
| 1990 48. gála    | Scott Bakula               | Sam Beckett                | Quantum Leap – Az időutazó | Quantum Leap             | NBC         |     |
| 1990 48. gála    | Peter Falk                 | Columbo hadnagy            | Columbo                    | Columbo                  | ABC         |     |
| 1990 48. gála    | James Earl Jones           | Gabriel Bird               |                            | Gabriel's Fire           | ABC         |     |
| 1990 48. gála    | Carroll O'Connor           | Bill Gillespie rendőrfőnök | Az éjszaka árnyai          | In the Heat of the Night | NBC         |     |
| 1991 49. gála    |                            |                            |                            |                          |             |     |
|                  | Scott Bakula               | Sam Beckett                | Quantum Leap – Az időutazó | Quantum Leap             | NBC         |     |
| Mark Harmon      | Dickie Cobb                |                            | Reasonable Doubts          | NBC                      |             |     |
| James Earl Jones | Gabriel Bird               |                            | Gabriel's Fire             | ABC                      |             |     |
| Rob Morrow       | Joel Fleischman            | Miért éppen Alaszka?       | Northern Exposure          | CBS                      |             |     |
| Carroll O'Connor | Bill Gillespie rendőrfőnök | Az éjszaka árnyai          | In the Heat of the Night   | NBC                      |             |     |
| Sam Waterston    | Forrest Bedford            |                            | I'll Fly Away              | NBC                      |             |     |
| 1992 50. gála    |                            |                            |                            |                          |             |     |
|                  | Sam Waterston              | Forrest Bedford            |                            | I'll Fly Away            | NBC         |     |
| Scott Bakula     | Sam Beckett                | Quantum Leap – Az időutazó | Quantum Leap               | NBC                      |             |     |
| Mark Harmon      | Dickie Cobb                |                            | Reasonable Doubts          | NBC                      |             |     |
| Rob Morrow       | Joel Fleischman            | Miért éppen Alaszka?       | Northern Exposure          | CBS                      |             |     |
| Jason Priestley  | Brandon Walsh              | Beverly Hills 90210        | Beverly Hills, 90210       | Fox                      |             |     |
| 1993 51. gála    |                            |                            |                            |                          |             |     |
|                  | David Caruso               | John Kelly                 | New York rendőrei          | NYPD Blue                | ABC         |     |
| Michael Moriarty | Benjamin Stone             | Esküdt ellenségek          | Law & Order                | NBC                      |             |     |
| Rob Morrow       | Joel Fleischman            | Miért éppen Alaszka?       | Northern Exposure          | CBS                      |             |     |
| Carroll O'Connor | Bill Gillespie             | Az éjszaka árnyai          | In the Heat of the Night   | CBS                      |             |     |
| Tom Skerritt     | Jimmy Brock                | Kisvárosi rejtélyek        | Picket Fences              | CBS                      |             |     |
| 1994 52. gála    |                            |                            |                            |                          |             |     |
|                  | Dennis Franz               | Andy Sipowicz              | New York rendőrei          | NYPD Blue                | ABC         |     |
| Mandy Patinkin   | Jeffrey Geiger             | Chicago Hope Kórház        | Chicago Hope               | CBS                      |             |     |
| Jason Priestley  | Brandon Walsh              | Beverly Hills 90210        | Beverly Hills, 90210       | Fox                      |             |     |
| Tom Skerritt     | Jimmy Brock                | Kisvárosi rejtélyek        | Picket Fences              | CBS                      |             |     |
| Sam Waterston    | Jack McCoy                 | Esküdt ellenségek          | Law & Order                | NBC                      |             |     |
| 1995 53. gála    |                            |                            |                            |                          |             |     |
|                  | Jimmy Smits                | Bobby Simone               | New York rendőrei          | NYPD Blue                | ABC         |     |
| Daniel Benzali   | Theodore Hoffman           |                            | Murder One                 | ABC                      |             |     |
| George Clooney   | Doug Ross                  | Vészhelyzet                | ER                         | NBC                      |             |     |
| Anthony Edwards  | Mark Greene                | Vészhelyzet                | ER                         | NBC                      |             |     |
| David Duchovny   | Fox Mulder                 | X-akták                    | The X-Files                | Fox                      |             |     |
| 1996 54. gála    |                            |                            |                            |                          |             |     |
|                  | David Duchovny             | Fox Mulder                 | X-akták                    | The X-Files              | Fox         |     |
| George Clooney   | Doug Ross                  | Vészhelyzet                | ER                         | NBC                      |             |     |
| Anthony Edwards  | Mark Greene                | Vészhelyzet                | ER                         | NBC                      |             |     |
| Lance Henriksen  | Frank Black                | Millennium                 | Millennium                 | Fox                      |             |     |
| Jimmy Smits      | Bobby Simone               | New York rendőrei          | NYPD Blue                  | ABC                      |             |     |
| 1997 55. gála    |                            |                            |                            |                          |             |     |
|                  | Anthony Edwards            | Mark Greene                | Vészhelyzet                | ER                       | NBC         |     |
| Kevin Anderson   | Francis Xavier Reyneaux    |                            | Nothing Sacred             | ABC                      |             |     |
| George Clooney   | Doug Ross                  | Vészhelyzet                | ER                         | NBC                      |             |     |
| David Duchovny   | Fox Mulder                 | X-akták                    | The X-Files                | Fox                      |             |     |
| Lance Henriksen  | Frank Black                | Millennium                 | Millennium                 | Fox                      |             |     |
| 1998 56. gála    |                            |                            |                            |                          |             |     |
|                  | Dylan McDermott            | Bobby Donnell              | Ügyvédek                   | The Practice             | ABC         |     |
| David Duchovny   | Fox Mulder                 | X-akták                    | The X-Files                | Fox                      |             |     |
| Anthony Edwards  | Mark Greene                | Vészhelyzet                | ER                         | NBC                      |             |     |
| Lance Henriksen  | Frank Black                | Millennium                 | Millennium                 | Fox                      |             |     |
| Jimmy Smits      | Bobby Simone               | New York rendőrei          | NYPD Blue                  | ABC                      |             |     |
| 1999 57. gála    |                            |                            |                            |                          |             |     |
|                  | James Gandolfini           | Tony Soprano               | Maffiózók                  | The Sopranos             | HBO         |     |
| Billy Campbell   | Rick Sammler               | Még egyszer és újra        | Once and Again             | ABC                      |             |     |
| Rob Lowe         | Sam Seaborn                | Az elnök emberei           | The West Wing              | NBC                      |             |     |
| Martin Sheen     | Josiah Bartlet             | Az elnök emberei           | The West Wing              | NBC                      |             |     |
| Dylan McDermott  | Bobby Donnell              | Ügyvédek                   | The Practice               | ABC                      |             |     |

### 2000-es évek
| Év                   | Színész           | Színész                      | Szerep                         | Magyar cím        | Eredeti cím   | Adó |
| 2000 58. gála        |                   |                              |                                |                   |               |     |
| -------------------- | ----------------- | ---------------------------- | ------------------------------ | ----------------- | ------------- | --- |
| 2000 58. gála        |                   | Martin Sheen                 | Josiah Bartlet                 | Az elnök emberei  | The West Wing | NBC |
| 2000 58. gála        | Andre Braugher    | Ben Gideon                   |                                | Gideon's Crossing | ABC           |     |
| 2000 58. gála        | James Gandolfini  | Tony Soprano                 | Maffiózók                      | The Sopranos      | HBO           |     |
| 2000 58. gála        | Rob Lowe          | Sam Seaborn                  | Az elnök emberei               | The West Wing     | NBC           |     |
| 2000 58. gála        | Dylan McDermott   | Bobby Donnell                | Ügyvédek                       | The Practice      | ABC           |     |
| 2001 59. gála        |                   |                              |                                |                   |               |     |
|                      | Kiefer Sutherland | Jack Bauer                   | 24                             | 24                | Fox           |     |
| Simon Baker          | Nick Fallin       | Őrangyal                     | The Guardian                   | CBS               |               |     |
| James Gandolfini     | Tony Soprano      | Maffiózók                    | The Sopranos                   | HBO               |               |     |
| Peter Krause         | Nate Fisher       | Sírhant művek                | Six Feet Under                 | HBO               |               |     |
| Martin Sheen         | Josiah Bartlet    | Az elnök emberei             | The West Wing                  | NBC               |               |     |
| 2002 60. gála        |                   |                              |                                |                   |               |     |
|                      | Michael Chiklis   | Vic Mackey                   | The Shield – Kemény zsaruk     | The Shield        | FX            |     |
| James Gandolfini     | Tony Soprano      | Maffiózók                    | The Sopranos                   | HBO               |               |     |
| Peter Krause         | Nate Fisher       | Sírhant művek                | Six Feet Under                 | HBO               |               |     |
| Martin Sheen         | Josiah Bartlet    | Az elnök emberei             | The West Wing                  | NBC               |               |     |
| Kiefer Sutherland    | Jack Bauer        | 24                           | 24                             | Fox               |               |     |
| 2003 61. gála        |                   |                              |                                |                   |               |     |
|                      | Anthony LaPaglia  | Jack Malone                  | Nyomtalanul                    | Without a Trace   | CBS           |     |
| Michael Chiklis      | Vic Mackey        | The Shield – Kemény zsaruk   | The Shield                     | FX                |               |     |
| William Petersen     | Gil Grissom       | CSI: A helyszínelők          | CSI: Crime Scene Investigation | CBS               |               |     |
| Martin Sheen         | Josiah Bartlet    | Az elnök emberei             | The West Wing                  | NBC               |               |     |
| Kiefer Sutherland    | Jack Bauer        | 24                           | 24                             | Fox               |               |     |
| 2004 62. gála        |                   |                              |                                |                   |               |     |
|                      | Ian McShane       | Al Swearengen                | Deadwood                       | Deadwood          | HBO           |     |
| Michael Chiklis      | Vic Mackey        | The Shield – Kemény zsaruk   | The Shield                     | FX                |               |     |
| Denis Leary          | Tommy Gavin       | Ments meg!                   | Rescue Me                      | FX                |               |     |
| Julian McMahon       | Christian Troy    | Kés/Alatt                    | Nip/Tuck                       | FX                |               |     |
| James Spader         | Alan Shore        | Boston Legal – Jogi játszmák | Boston Legal                   | ABC               |               |     |
| 2005 63. gála        |                   |                              |                                |                   |               |     |
|                      | Hugh Laurie       | Gregory House                | Doktor House                   | House             | Fox           |     |
| Patrick Dempsey      | Derek Shepherd    | A Grace klinika              | Grey's Anatomy                 | ABC               |               |     |
| Matthew Fox          | Jack Shephard     | Lost – Eltűntek              | Lost                           | ABC               |               |     |
| Wentworth Miller     | Michael Scofield  | A szökés                     | Prison Break                   | Fox               |               |     |
| Kiefer Sutherland    | Jack Bauer        | 24                           | 24                             | Fox               |               |     |
| 2006 64. gála        |                   |                              |                                |                   |               |     |
|                      | Hugh Laurie       | Gregory House                | Doktor House                   | House             | Fox           |     |
| Patrick Dempsey      | Derek Shepherd    | A Grace klinika              | Grey's Anatomy                 | ABC               |               |     |
| Michael C. Hall      | Dexter Morgan     | Dexter                       | Dexter                         | Showtime          |               |     |
| Bill Paxton          | Bill Henrickson   | Hármastársak                 | Big Love                       | HBO               |               |     |
| Kiefer Sutherland    | Jack Bauer        | 24                           | 24                             | Fox               |               |     |
| 2007 65. gála        |                   |                              |                                |                   |               |     |
|                      | Jon Hamm          | Don Draper                   | Mad Men – Reklámőrültek        | Mad Men           | AMC           |     |
| Michael C. Hall      | Dexter Morgan     | Dexter                       | Dexter                         | Showtime          |               |     |
| Hugh Laurie          | Gregory House     | Doktor House                 | House                          | Fox               |               |     |
| Bill Paxton          | Bill Henrickson   | Hármastársak                 | Big Love                       | HBO               |               |     |
| Jonathan Rhys Meyers | VIII. Henrik      | Tudorok                      | The Tudors                     | Showtime          |               |     |
| 2008 66. gála        |                   |                              |                                |                   |               |     |
|                      | Gabriel Byrne     | Paul Weston                  | In Treatment – A terapeuta     | In Treatment      | HBO           |     |
| Michael C. Hall      | Dexter Morgan     | Dexter                       | Dexter                         | Showtime          |               |     |
| Jon Hamm             | Don Draper        | Mad Men – Reklámőrültek      | Mad Men                        | AMC               |               |     |
| Hugh Laurie          | Gregory House     | Doktor House                 | House                          | Fox               |               |     |
| Jonathan Rhys Meyers | VIII. Henrik      | Tudorok                      | The Tudors                     | Showtime          |               |     |
| 2009 67. gála        |                   |                              |                                |                   |               |     |
|                      | Michael C. Hall   | Dexter Morgan                | Dexter                         | Dexter            | Showtime      |     |
| Simon Baker          | Patrick Jane      | A mentalista                 | The Mentalist                  | CBS               |               |     |
| Jon Hamm             | Don Draper        | Mad Men – Reklámőrültek      | Mad Men                        | AMC               |               |     |
| Hugh Laurie          | Gregory House     | Doktor House                 | House                          | Fox               |               |     |
| Bill Paxton          | Bill Henrickson   | Hármastársak                 | Big Love                       | HBO               |               |     |

### 2010-es évek
| Év               | Színész                  | Színész                           | Szerep                      | Magyar cím                        | Eredeti cím        | Adó |
| 2010 68. gála    |                          |                                   |                             |                                   |                    |     |
| ---------------- | ------------------------ | --------------------------------- | --------------------------- | --------------------------------- | ------------------ | --- |
| 2010 68. gála    |                          | Steve Buscemi                     | Nucky Thompson              | Boardwalk Empire – Gengszterkorzó | Boardwalk Empire   | HBO |
| 2010 68. gála    | Bryan Cranston           | Walter White                      | Breaking Bad – Totál szívás | Breaking Bad                      | AMC                |     |
| 2010 68. gála    | Michael C. Hall          | Dexter Morgan                     | Dexter                      | Dexter                            | Showtime           |     |
| 2010 68. gála    | Jon Hamm                 | Don Draper                        | Mad Men – Reklámőrültek     | Mad Men                           | AMC                |     |
| 2010 68. gála    | Hugh Laurie              | Gregory House                     | Doktor House                | House                             | Fox                |     |
| 2011 69. gála    |                          |                                   |                             |                                   |                    |     |
|                  | Kelsey Grammer           | Tom Kane                          | Boss                        | Boss                              | Starz              |     |
| Steve Buscemi    | Nucky Thompson           | Boardwalk Empire – Gengszterkorzó | Boardwalk Empire            | HBO                               |                    |     |
| Bryan Cranston   | Walter White             | Breaking Bad – Totál szívás       | Breaking Bad                | AMC                               |                    |     |
| Jeremy Irons     | VI. Sándor pápa          | Borgiák                           | The Borgias                 | Showtime                          |                    |     |
| Damian Lewis     | Nicholas Brody           | Homeland – A belső ellenség       | Homeland                    | Showtime                          |                    |     |
| 2012 70. gála    |                          |                                   |                             |                                   |                    |     |
|                  | Damian Lewis             | Nicholas Brody                    | Homeland – A belső ellenség | Homeland                          | Showtime           |     |
| Steve Buscemi    | Nucky Thompson           | Boardwalk Empire – Gengszterkorzó | Boardwalk Empire            | HBO                               |                    |     |
| Bryan Cranston   | Walter White             | Breaking Bad – Totál szívás       | Breaking Bad                | AMC                               |                    |     |
| Jeff Daniels     | Will McAvoy              | Híradósok                         | The Newsroom                | HBO                               |                    |     |
| Jon Hamm         | Don Draper               | Mad Men – Reklámőrültek           | Mad Men                     | AMC                               |                    |     |
| 2013 71. gála    |                          |                                   |                             |                                   |                    |     |
|                  | Bryan Cranston           | Walter White                      | Breaking Bad – Totál szívás | Breaking Bad                      | AMC                |     |
| Liev Schreiber   | Ray Donovan              | Ray Donovan                       | Ray Donovan                 | Showtime                          |                    |     |
| Michael Sheen    | William Masters          |                                   | Masters of Sex              | Showtime                          |                    |     |
| Kevin Spacey     | Frank Underwood          | Kártyavár                         | House of Cards              | Netflix                           |                    |     |
| James Spader     | Raymond "Red" Reddington | Feketelista                       | The Blacklist               | NBC                               |                    |     |
| 2014 72. gála    |                          |                                   |                             |                                   |                    |     |
|                  | Kevin Spacey             | Frank Underwood                   | Kártyavár                   | House of Cards                    | Netflix            |     |
| Clive Owen       | John "Thack" Thackery    | A sebész                          | The Knick                   | Cinemax                           |                    |     |
| Liev Schreiber   | Ray Donovan              | Ray Donovan                       | Ray Donovan                 | Showtime                          |                    |     |
| James Spader     | Raymond "Red" Reddington | Feketelista                       | The Blacklist               | NBC                               |                    |     |
| Dominic West     | Noah Solloway            | A viszony                         | The Affair                  | Showtime                          |                    |     |
| 2015 73. gála    |                          |                                   |                             |                                   |                    |     |
|                  | Jon Hamm                 | Don Draper                        | Mad Men – Reklámőrültek     | Mad Men                           | AMC                |     |
| Rami Malek       | Elliot Alderson          | Mr. Robot                         | Mr. Robot                   | USA                               |                    |     |
| Wagner Moura     | Pablo Escobar            | Narcos                            | Narcos                      | Netflix                           |                    |     |
| Bob Odenkirk     | Saul Goodman             | Better Call Saul                  | Better Call Saul            | AMC                               |                    |     |
| Liev Schreiber   | Ray Donovan              | Ray Donovan                       | Ray Donovan                 | Showtime                          |                    |     |
| 2016 74. gála    |                          |                                   |                             |                                   |                    |     |
|                  | Billy Bob Thornton       | Billy McBride                     | Góliát                      | Goliath                           | Amazon Prime Video |     |
| Rami Malek       | Elliot Alderson          | Mr. Robot                         | Mr. Robot                   | USA                               |                    |     |
| Bob Odenkirk     | Saul Goodman             | Better Call Saul                  | Better Call Saul            | AMC                               |                    |     |
| Matthew Rhys     | Philip Jennings          | Foglalkozásuk: amerikai           | The Americans               | FX                                |                    |     |
| Liev Schreiber   | Ray Donovan              | Ray Donovan                       | Ray Donovan                 | Showtime                          |                    |     |
| 2017 75. gála    |                          |                                   |                             |                                   |                    |     |
|                  | Sterling K. Brown        | Randall Pearson                   | Rólunk szól                 | This Is Us                        | NBC                |     |
| Jason Bateman    | Martin "Marty" Byrde     | Ozark                             | Ozark                       | Netflix                           |                    |     |
| Freddie Highmore | Dr. Shaun Murphy         | Doktor Murphy                     | The Good Doctor             | ABC                               |                    |     |
| Bob Odenkirk     | Saul Goodman             | Better Call Saul                  | Better Call Saul            | AMC                               |                    |     |
| Liev Schreiber   | Ray Donovan              | Ray Donovan                       | Ray Donovan                 | Showtime                          |                    |     |
| 2018 76. gála    |                          |                                   |                             |                                   |                    |     |
|                  | Richard Madden           | David Budd                        | Testőr                      | Bodyguard                         | Netflix            |     |
| Jason Bateman    | Martin "Marty" Byrde     | Ozark                             | Ozark                       | Netflix                           |                    |     |
| Stephan James    | Walter Cruz              | Homecoming                        | Homecoming                  | Prime Video                       |                    |     |
| Billy Porter     | Pray Tell                | A póz                             | Pose                        | FX                                |                    |     |
| Matthew Rhys     | Philip Jennings          | Foglalkozásuk: amerikai           | The Americans               | FX                                |                    |     |
| 2019 77. gála    |                          |                                   |                             |                                   |                    |     |
|                  | Brian Cox                | Logan Roy                         | Utódlás                     | Succession                        | HBO                |     |
| Kit Harington    | Havas Jon                | Trónok harca                      | Game of Thrones             | HBO                               |                    |     |
| Rami Malek       | Elliot Alderson          | Mr. Robot                         | Mr. Robot                   | USA                               |                    |     |
| Tobias Menzies   | Fülöp herceg             | A Korona                          | The Crown                   | Netflix                           |                    |     |
| Billy Porter     | Pray Tell                | A póz                             | Pose                        | FX                                |                    |     |

### 2020-as évek
| Év                 | Színész                    | Színész              | Szerep                | Magyar cím         | Eredeti cím        | Adó     |
| 2020 78. gála      |                            |                      |                       |                    |                    |         |
| ------------------ | -------------------------- | -------------------- | --------------------- | ------------------ | ------------------ | ------- |
| 2020 78. gála      |                            | Josh O’Connor        | Károly walesi herceg  | A Korona           | The Crown          | Netflix |
| 2020 78. gála      | Jason Bateman              | Martin "Marty" Byrde | Ozark                 | Ozark              | Netflix            |         |
| 2020 78. gála      | Bob Odenkirk               | Saul Goodman         | Better Call Saul      | Better Call Saul   | AMC                |         |
| 2020 78. gála      | Al Pacino                  | Meyer Offerman       | Vadászok              | Hunters            | Amazon Prime Video |         |
| 2020 78. gála      | Matthew Rhys               | Perry Mason          | Perry Mason           | Perry Mason        | HBO                |         |
| 2021 79. gála      |                            |                      |                       |                    |                    |         |
|                    | Jeremy Strong              | Kendall Roy          | Utódlás               | Succession         | HBO                |         |
| Brian Cox          | Logan Roy                  | Utódlás              | Succession            | HBO                |                    |         |
| I Dzsongdzse       | Szong Gihun                | Nyerd meg az életed  | Squid Game            | Netflix            |                    |         |
| Billy Porter       | Pray Tell                  | A póz                | Pose                  | FX                 |                    |         |
| Omar Sy            | Assane Diop                | Lupin                | Lupin                 | Netflix            |                    |         |
| 2022 80. gála      |                            |                      |                       |                    |                    |         |
|                    | Kevin Costner              | John Dutton          | Yellowstone           | Yellowstone        | Paramount Network  |         |
| Jeff Bridges       | Dan Chase                  | A nagy öreg          | The Old Man           | FX                 |                    |         |
| Diego Luna         | Cassian Andor              | Andor                | Andor                 | Disney+            |                    |         |
| Bob Odenkirk       | Saul Goodman               | Better Call Saul     | Better Call Saul      | AMC                |                    |         |
| Adam Scott         | Mark Scout                 | Különválás           | Severance             | Apple TV+          |                    |         |
| 2023 81. gála      |                            |                      |                       |                    |                    |         |
|                    | Kieran Culkin              | Roman Roy            | Utódlás               | Succession         | HBO                |         |
| Brian Cox          | Logan Roy                  | Utódlás              | Succession            | HBO                |                    |         |
| Jeremy Strong      | Kendall Roy                | Utódlás              | Succession            | HBO                |                    |         |
| Gary Oldman        | Jackson Lamb               | Utolsó befutók       | Slow Horses           | Apple TV+          |                    |         |
| Pedro Pascal       | Joe Miller                 | The Last of Us       | The Last of Us        | HBO                |                    |         |
| Dominic West       | Károly herceg              | A Korona             | The Crown             | HBO                |                    |         |
| 2024 82. gála      |                            |                      |                       |                    |                    |         |
|                    | Szanada Hirojuki           | Josi Toranaga Nagyúr | A sógun               | Shōgun             | FX                 |         |
| Donald Glover      | John Smith / Michael       |                      | Mr. & Mrs. Smith      | Amazon Prime Video |                    |         |
| Jake Gyllenhaal    | Rozat "Rusty" Sabich       | Ártatlanságra ítélve | Presumed Innocent     | Apple TV+          |                    |         |
| Gary Oldman        | Jackson Lamb               | Utolsó befutók       | Slow Horses           | Apple TV+          |                    |         |
| Eddie Redmayne     | Alexander Duggan / A sakál | A Sakál napja        | The Day of the Jackal | Peacock            |                    |         |
| Billy Bob Thornton | Tommy Norris               | Az olajügynök        | Landman               | Paramount+         |                    |         |

## Fordítás
- Ez a szócikk részben vagy egészben  a   Golden Globe Award for Best Actor – Television Series Drama című angol Wikipédia-szócikk fordításán alapul.  Az eredeti cikk szerkesztőit annak laptörténete sorolja fel. Ez a jelzés csupán a megfogalmazás eredetét és a szerzői jogokat jelzi, nem szolgál a cikkben szereplő információk forrásmegjelöléseként.